# فیونا اوشانسی
فیونا اوشانِـسی (انگلیسی: Fiona O'Shaughnessy؛ زادهٔ ۱۹۷۹ میلادی) بازیگر اهل جمهوری ایرلند است.
از فیلم‌ها یا برنامه‌های تلویزیونی که وی در آن نقش داشته‌است می‌توان به گشت شبانه، اسکندر، تا دم مرگ، آرمان‌شهر، مالیس در سرزمین عجایب، پوآرو و تفنگدارها اشاره کرد.